# Ernst Lindner
Pour les articles homonymes, voir Lindner.
Ernst Lindner (né le 11 mars 1935 à Goldbeck en Saxe-Anhalt, et mort dans la même ville le 11 octobre 2012) est un footballeur allemand (international est-allemand).
Ernst Lindner est notamment connu pour avoir terminé meilleur buteur du championnat lors de la saison 1956 avec 18 buts.